# Jay Cooke
Jay Cooke (12 de agosto de 1821 - 16 de febrero de 1905) fue un financiero estadounidense que contribuyó a la obtención de fondos para el esfuerzo de guerra de la Unión durante la guerra civil estadounidense. Así mismo, intervino en el desarrollo de los ferrocarriles del noroeste de los Estados Unidos durante la posguerra. En general, es reconocido como el primer gran banquero de inversiones en los Estados Unidos y creador de la primera firma de correduría de valores. 

## Primeros años

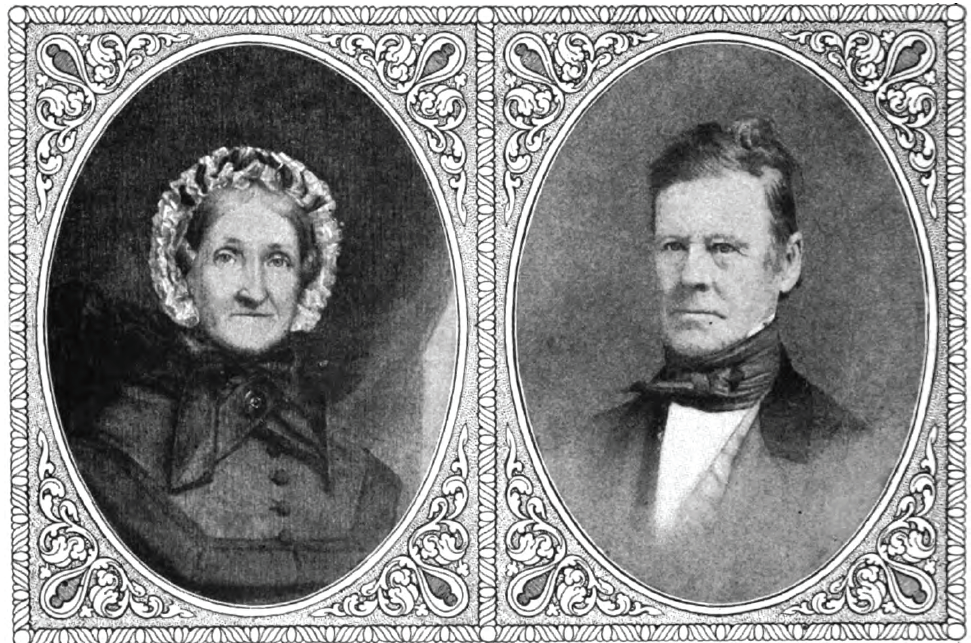
Eleutheros y Martha Cooke, padres de Jay Cooke

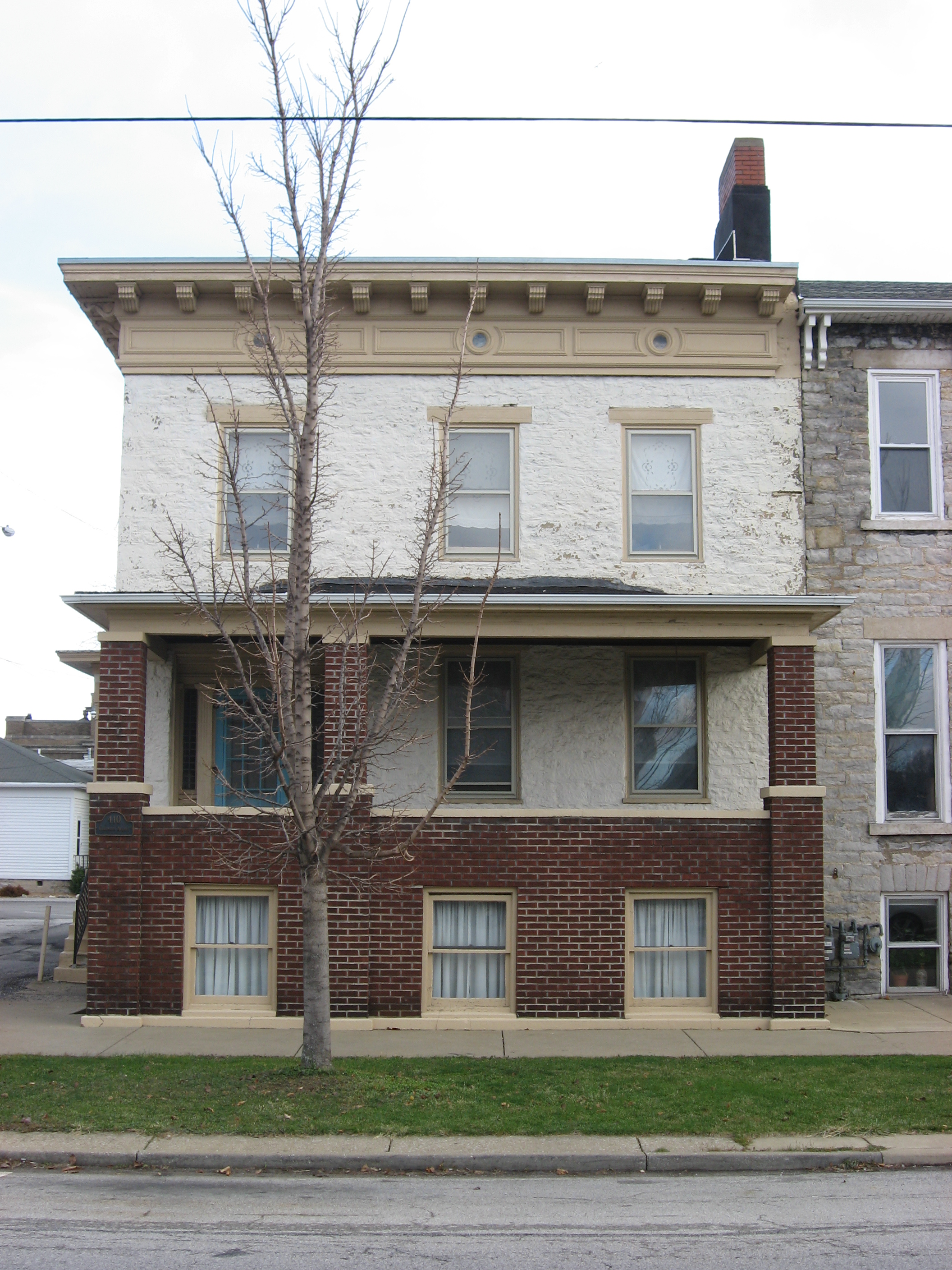
Hogar de Cooke durante su infancia en Sandusky

Cooke nació en Sandusky (Ohio), hijo de Eleutheros Cooke y de Martha Carswell Cooke. Eleutheros Cooke fue un abogado pionero de Ohio y político Whig, miembro de la Asamblea General de Ohio y miembro del Congreso de Ohio entre 1831 y 1833. 

## Financiero de la Guerra Civil

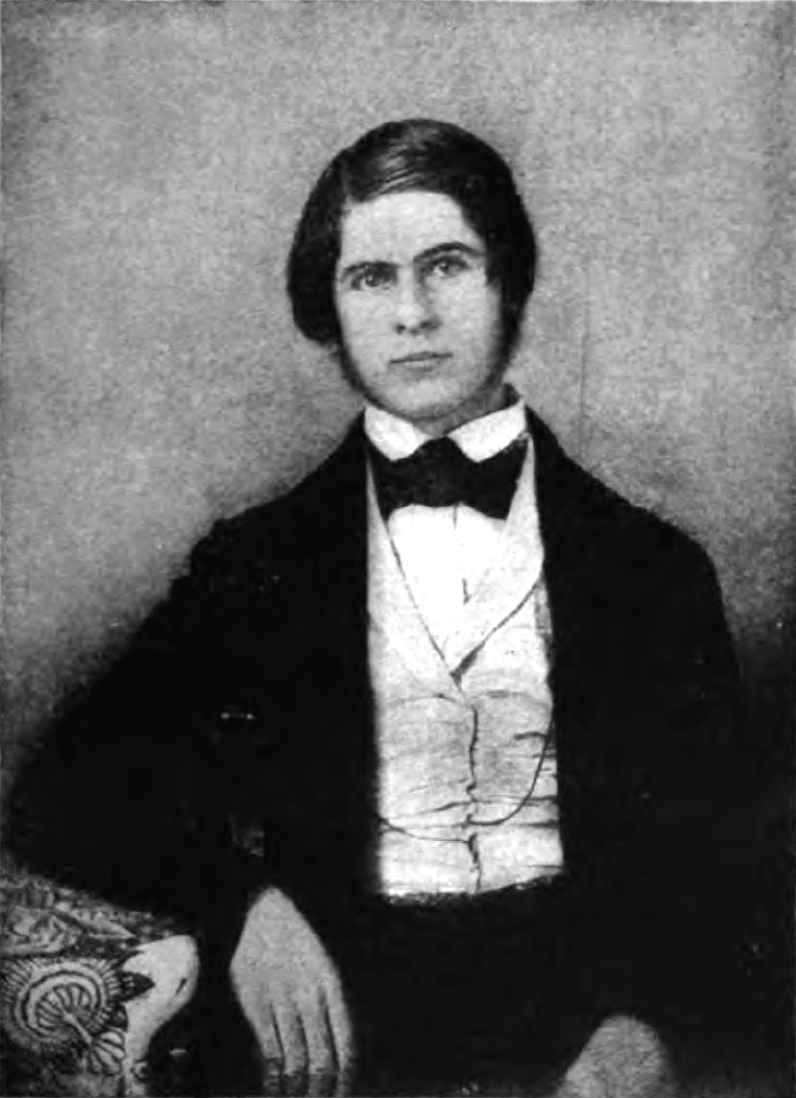
Jay Cooke, ca. 1839-40

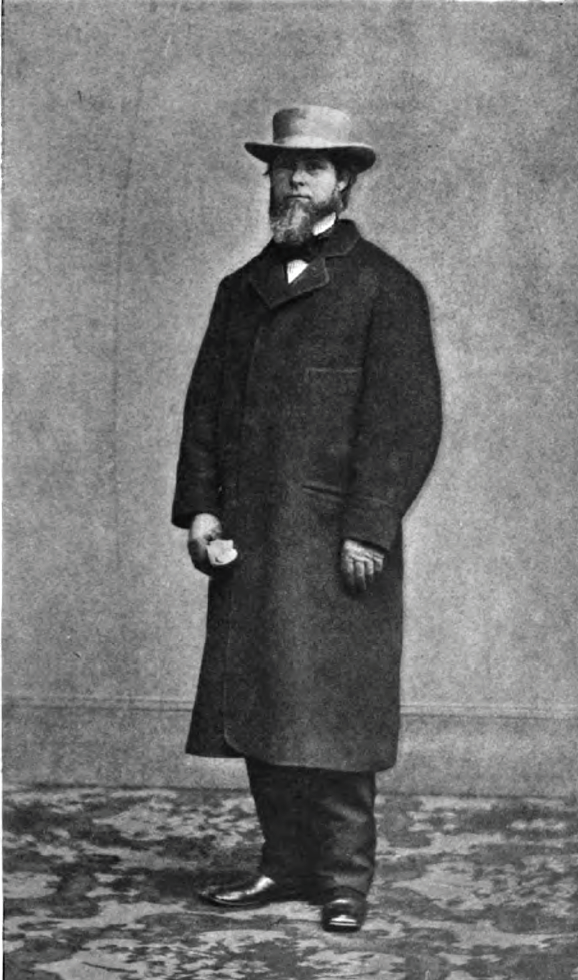
Jay Cooke durante la Guerra Civil

En 1838, Cooke fue a Filadelfia, donde ingresó en la empresa bancaria EW Clark & Co. como empleado, y se convirtió en socio en 1842. Dejó esta firma en 1858. El 1 de enero de 1861, pocos meses antes del comienzo de la Guerra Civil Americana, Cooke abrió la casa de banca privada Jay Cooke & Company en Filadelfia. Poco después de que comenzara el conflicto, el estado de Pensilvania tomó prestados tres millones de dólares para financiar sus esfuerzos de guerra. 
En los primeros meses de la guerra, Cooke trabajó con el secretario del Tesoro, Salmon P. Chase, para obtener préstamos de los principales banqueros de las ciudades del norte. Cooke y su hermano, editor de un periódico, habían ayudado a Chase a conseguir su cargo presionando por él, a pesar de que todos eran ex demócratas. 
La propia firma de Cooke tuvo tanto éxito en la distribución de los pagarés del Tesoro que Chase lo contrató como agente especial para vender los 500 millones de dólares en bonos "cinco-veinte", exigibles en cinco años y con vencimiento en 20 años, autorizados por el Congreso el 25 de febrero de 1862. El Tesoro ya había intentado y no había podido vender estos bonos. Prometió una comisión de ventas del 0.5 por ciento de los ingresos de los primeros 10 millones y el 0.375 por ciento de los bonos posteriores. Cooke financió una campaña de ventas a nivel nacional, nombrando a unos 2500 subagentes que viajaron por cada estado y territorio del norte y oeste, así como a los estados del sur cuando quedaron bajo el control del ejército de la Unión. Mientras tanto, Cooke se aseguró el apoyo de la mayoría de los periódicos del norte, comprando anuncios a través de agencias de publicidad y, a menudo, trabajando directamente con los editores en largos artículos sobre las virtudes de comprar bonos del gobierno. Estos esfuerzos anunciaron un tipo particular de patriotismo basado en las nociones liberales clásicas de interés propio. Sus editoriales, artículos, folletos, circulares y carteles a menudo apelaron al deseo de los estadounidenses de obtener ganancias, al tiempo que ayudaban al esfuerzo de guerra. Cooke vendió rápidamente los 500 millones en bonos y otros 11 millones más. El Congreso sancionó de inmediato el exceso. 
Cooke influyó en el establecimiento de bancos nacionales y organizó un banco nacional en Washington y otro en Filadelfia, casi tan rápido como el Congreso pudo autorizar las instituciones. 
En los primeros meses de 1865, el gobierno se enfrentó a necesidades financieras apremiantes. Después de que los bancos nacionales vieron ventas decepcionantes de billetes de "siete y media", el gobierno volvió a recurrir a Cooke. Envió agentes a pueblos y aldeas remotas, e incluso a campamentos mineros aislados en el oeste, y persuadió a los periódicos rurales para que alabasen el préstamo. Entre febrero y julio de 1865, colocó tres series de notas, alcanzando un total de 830 millones de dólares. Esto permitió que los soldados de la Unión fueran abastecidos y pagados durante los últimos meses de la guerra. 
Durante este esfuerzo se convirtió en pionero del uso de la estabilización de precios. Esta práctica, mediante la que los banqueros fijan el precio de una nueva emisión, todavía está en uso por la banca de inversión en OPI y otras emisiones de seguridad.
Aunque las campañas de bonos de Cooke fueron ampliamente elogiadas como una contribución patriótica a la causa de la Unión, sus enormes ganancias financieras personales no pasaron desapercibidas. Conocido por demorar el depósito de los ingresos de los bonos en las arcas federales, fue acusado de corrupción y el 22 de diciembre de 1862, el representante Charles A. Train propuso que el Congreso investigara al Tesoro, aunque la investigación nunca se realizó.

## Republicanos radicales
En el proceso de nominación republicana de 1868, que finalmente vio a Ulysses S. Grant como el abanderado del partido republicano, Cooke respaldó al presidente del Tribunal Supremo republicano radical Salmon P. Chase.   

## Ferrocarril del Pacífico Norte
Después de la guerra, Cooke se interesó en el desarrollo del noroeste, y en 1870 su empresa financió la construcción del Ferrocarril del Pacífico Norte. Cooke se enamoró de la localidad de Duluth (Minnesota), y decidió que debía llevarla al éxito, convirtiéndola en el nuevo Chicago. Con este fin, comenzó a comprar ferrocarriles con el sueño de llegar al Pacífico para llevar mercancías a través de Duluth al sistema de envío de los Grandes Lagos y a los mercados de Europa. Al adelantar el dinero para los trabajos de construcción, la empresa sobreestimó su capital, y al acercarse el pánico de 1873 se vio obligada a suspender las operaciones. El propio Cooke se vio forzado a declararse en bancarrota. 

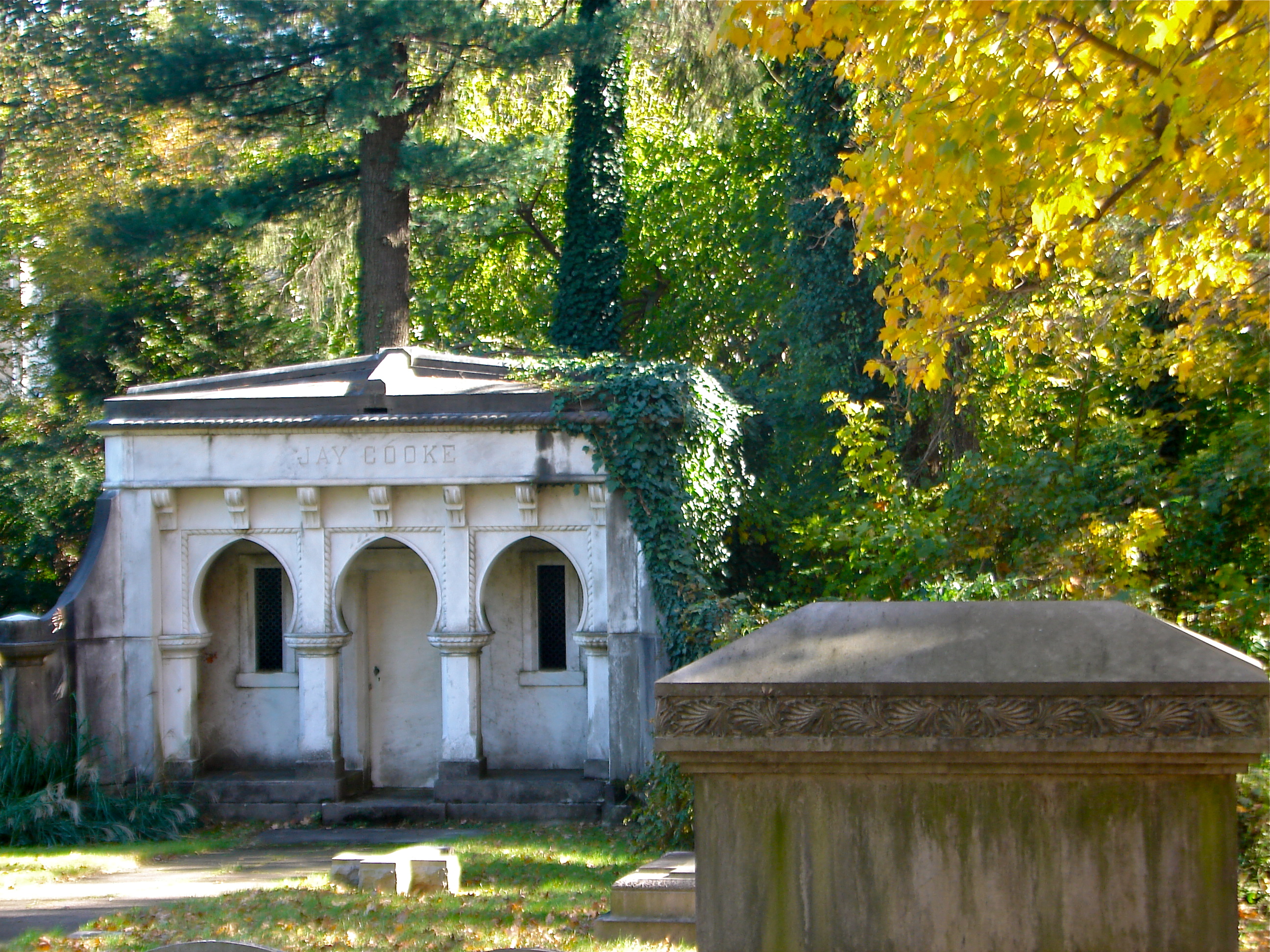
El mausoleo de Jay Cooke en Elkins Park, detrás de la Iglesia Episcopal de San Pablo, que él fundó

Jay Cooke estuvo muy involucrado en escándalos financieros con el Gobierno canadiense y causó que el Primer Ministro Sir John A. Macdonald perdiera su cargo en las elecciones de 1873. Las acciones de Cooke en el Ferrocarril del Pacífico Norte fueron compradas por centavos de dólar por George Stephen y Donald Smith, quienes terminaron de construir el Ferrocarril Canadiense del Pacífico. 
A mediados de la década de 1860, Cooke había incorporado a su correduría a su yerno, Charles D. Barney. Con el inicio del pánico de 1873, Jay Cooke & Company se había arruinado, y Barney dirigió una reorganización de la empresa como Chas. D. Barney & Co. El hijo de Cooke, Jay Cooke, Jr., y el cuñado de Barney, se unieron a la nueva empresa como socios minoritarios.
En 1880, Cooke había cumplido todas sus obligaciones financieras y, a través de una inversión en la mina de plata Horn en Utah, se había vuelto nuevamente rico. Murió en la sección Ogontz (ahora Elkins Park ) de Cheltenham Township, Pensilvania, el 16 de febrero de 1905. 

## Otros logros

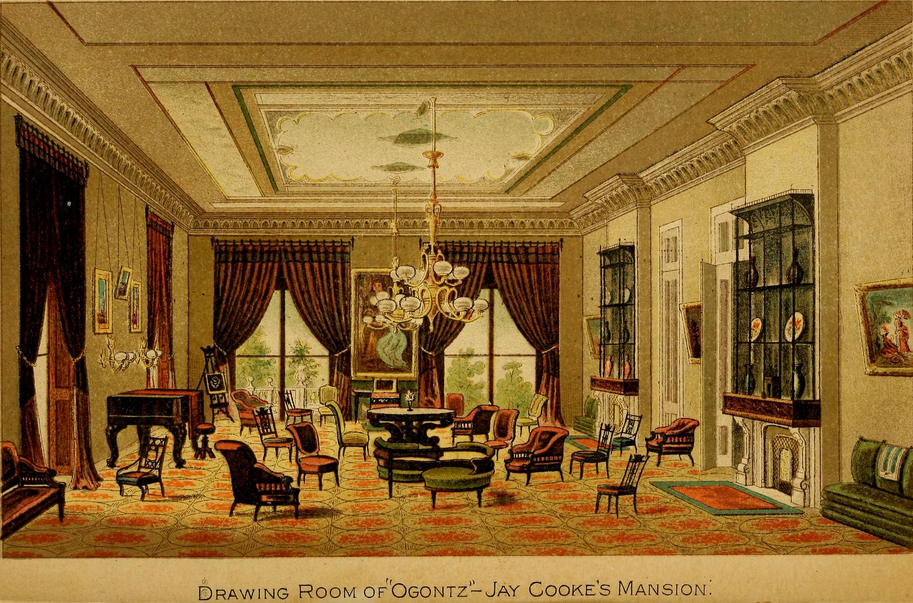
Salón de la mansión "Ogontz" de Jay Cooke, Pensilvania

Cooke era dueño de una casa de verano, construida en 1864-65 y aún en pie, en la pequeña isla de Gibraltar en el puerto del lago Erie de Put-in-Bay (Ohio). La isla fue un puesto de observación para el comodoro Perry durante la batalla del lago Erie en 1813.   

### Filantropía
Devoto episcopaliano, Cooke regularmente daba el 10 por ciento (un diezmo) de sus ingresos con fines religiosos y caritativos. Donó fondos a la Escuela Divinity de Filadelfia y para la construcción de iglesias episcopalianas, incluida la Iglesia Episcopal de San Pablo en Elkins Park, Pensilvania. Una de ellas es la Iglesia Episcopal de San Pablo en South Bass Island, al otro lado de la bahía desde su casa de verano en Gibraltar. Después de haber sido obligado a renunciar a su patrimonio de Ogontz tras entrar en bancarrota, más tarde lo volvió a comprar y lo convirtió en una escuela para niñas. 

## Legado y honores
En su honor se nombran varios elementos geográficos, que incluyen: 
- Jay Cooke State Park, un gran parque estatal ubicado cerca de Duluth, Minnesota
- El pueblo de Cooke City, Montana
- Municipio de Cooke en el condado de Cumberland, Pensilvania
- Escuela primaria Jay Cooke en Filadelfia, Pensilvania.
- Cooke Road en el municipio de Cheltenham, Pensilvania
- Jay, Pitt y Cooke Streets en el vecindario Lakeside de Duluth, Minnesota[9]
- Una estatua de Jay Cooke, obra de Henry Shrady, se encuentra en Jay Cooke Plaza, cerca de la intersección de 9th Avenue East y Superior Street en Duluth, Minnesota[10]

## Lecturas relacionadas
- White, Richard (2011). Railroaded: The Transcontinentals and the Making of Modern America. W. W. Norton & Company. ISBN 978-0-393-06126-0.